# Калабухов Микола Петрович
Мико́ла Петро́вич Кала́бухов (нар. 20 жовтня 1902, Ростов-на-Дону — 28 листопада 1989, Київ
) — відомий радянський фізик-експериментатор. Завідувач кафедри фізики у Тбіліському державному університеті (1940—1956), завідувач відділу експериментальної фізики в Інституті фізики АН ГРСР (1941—1956), з 1956 по 1972 завідувач кафедри загальної фізики КПІ.
Alma mater Томський державний університет (1925—1930).
Спеціаліст у галузі лужно-галогенових кристалів. Під його та професора Ю. М. Алтайського керівництвом в складі кафедри організована проблемова лабораторія напівпровідників.
З часу заснування кафедри вперше виконано та захищено ряд кандидатських дисертацій (В. Г. Сидякін, П. О. Юрачківський, П. К. Горбенко, В. П. Бригінець, А. О. Ковтун, Ю. Б. Єрмолович)

## Сім'я
- Дружина, Мелік-Бабаханова Маргарита Олександрівна (1910—1995), закінчила Тбіліську консерваторію (1926—1931), піаністка, концертмейстер.
- Дочка, Калабухова Катерина Миколаївна (нар. 20 листопада 1947), закінчила КПІ (1970) — доктор фізико-математичних наук (2005), старший науковий співробітник, Інститут фізики напівпровідників імені В. Є. Лашкарьова НАН України.
- Онука, Савченко Дарія Вікторівна (нар. 1982), закінчила КПІ (2004) — доктор фізико-математичних наук (2019), в.о. завідувача кафедри загальної фізики та моделювання фізичних процесів КПІ[1].